# Holdascsont

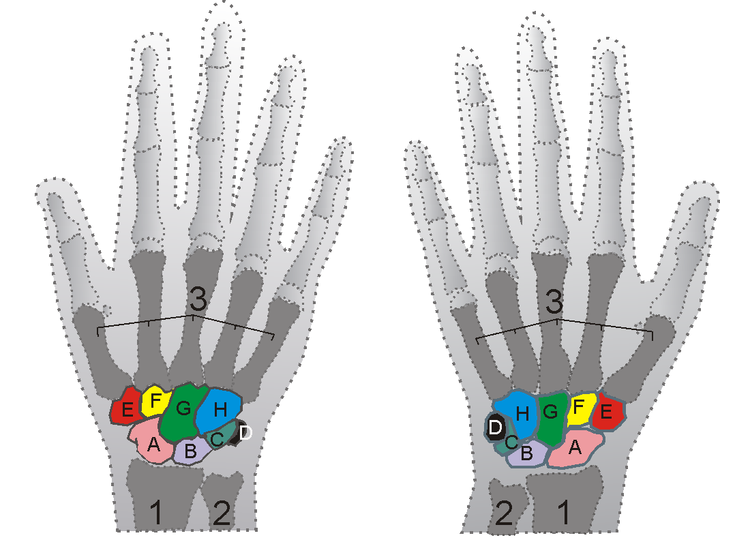
A kéztő csontjai
A = Sajkacsont
B = Holdascsont
C = Háromszögletű csont
D = Borsócsont
E = Trapézcsont
F = Kis trapézcsont
G = Fejescsont
H = Horgascsont

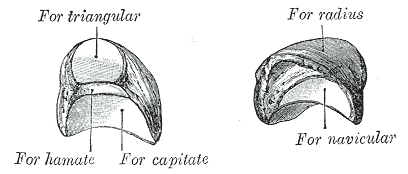
A bal holdascsont

A holdascsont (os lunatum) egyike a nyolc apró csontnak a csuklóban, amelyeket összefoglaló néven kéztőcsontoknak (ossa carpi) hívunk. Kiválóan meg lehet különböztetni a többitől a konkáv és félhold alakjáról. A kéztő proximális részének közepén található, a sajkacsont (os scaphoideum) és a háromszögletű csont (os triquetrum) között.
Neve a latin lunából származik, ami holdat jelent.

## Felszínei
A felső felszíne konvex és sima (jobb oldali rajz felső része), mely az orsócsonttal (radius) ízesül.
Az alsó felszíne mélyen konkáv (bal oldali rajz alsó része); a tenyér felől a kézhát felé nagyobb mértékben (ábrán j-b), mint oldalirányban (ábrán fentről le). Ezen a felszínen ízesül a fejescsonthoz (os capitatum), valamint egy hosszú, keskeny felülettel a horgascsonthoz (os hamatum). 
A külső felszínen (jobb oldali rajz alsó része) egy keskeny, lapított, félhold alakú felszínnel ízesül a sajkacsonthoz (amire az ábrán navicular néven utalnak).
A belső felszín sima és négyszögletű (bal oldali rajz felső része), amihez a háromszögletű csont ízesül.
A dorsalis és volaris felszín durva, melyre szalagok tapadnak.